# 三舍巨星介
三舍巨星介（学名：Macrocypris sansheia）为巨星介科巨星介屬下的一个种。